# القديس سيباستيان (رافائيل)
سانت سباستيان هي لوحة فنية تعود إلى أوائل القرن السادس عشر، رسمها الفنان الإيطالي رفائيل، وتعد واحدة من أبرز أعماله المبكرة. تعود فترة رسمها إلى حوالي عام 1501-1502، ويظهر القديس سيباستيان، الذي يعتبر من أشهر الشهداء المسيحيين. تُعرض اللوحة في أكاديمية كرارا في بيرغامو، إيطاليا، وهي واحدة من المتاحف الهامة التي تضم أعمالاً فنية مميزة من عصر النهضة.

## موضوع اللوحة
تُصور اللوحة القديس سباستيان الذي يُعتبر رمزاً للقوة الروحية والصمود في مواجهة المعاناة. يظهر سباستيان في اللوحة وقد تم إطلاق الأسهم في جسده، وهو مشهد شهير في الفن المسيحي، حيث يُعتبر الشهيد الذي تحمّل العذاب من أجل إيمانه. يبرز في اللوحة التوتر العاطفي الذي يعيشه القديس، فضلاً عن الجمال الذي يميز جسده في حالة السكون، وهي ملامح تظهر في العديد من أعمال رافائيل.

## تاريخ العرض
في عام 2022، كانت لوحة سانت سباستيان جزءًا من معرض استضافه المعرض الوطني في لندن. كان المعرض فرصة لعرض تطور أسلوب رافائيل وأثره في تاريخ الفن الغربي. كما أتاح للزوار فرصة التعرّف عن كثب على أعماله المبكرة التي ساهمت في تكوين أسلوبه لاحقًا في أعماله الأكثر شهرة.

## ملحوظات
1. ↑  Kren & Marx 2010.